# Веже (річка)
Веже́ (рос. Веже) — невелика річка на Кольському півострові, протікає територією Кольського району Мурманської області, Росія. Відноситься до басейну річки Кола.
Річка бере початок на північно-західному підніжжі гори Веже-Тундра. Протікає на південний схід, впадає до озера Колозера, в його північній частині. Русло нешироке, береги заліснені та болотисті. У середній течії протікає через озеро Вежеозеро. Приток немає, населених пунктів над річкою немає.